# Neptune Orbiter
Neptune Orbiter var en föreslagen rymdsond från NASA, som skulle utforska Neptunus. Uppskjutningen var planerad till 2016. Det skulle ta mellan 8 och 12 år att nå planeten. Dess huvuduppdrag är att studera Neptunus atmosfär och väder, dess ringsystem och dess månar, speciellt Triton
Farkosten skulle även bära med sig ett antal små rymdsonder. En Tritonlandare och flera atmosfärssonder.